# ケツの穴 〜入門篇〜
『ケツの穴 〜入門篇〜』は、日本の音楽グループケツメイシの1枚目のライブDVDである。2003年5月21日発売。発売元はトイズファクトリー。

## 概要
- 2003年に行われたワンマンツアー『奥さん！もうこんなに溢れているじゃないか FES 2003』を収録した初の映像作品。
- 初回盤のみライブ及びぎょう虫検査風のオリジナルステッカーを封入。

## 収録曲
1. ケツの穴～入門篇～
2. はじまりの合図
3. 侍ジャポン
4. 雲の上から
5. 手紙～現在～
6. 手紙～未来～
7. 新生活
8. 門限やぶり
9. 高値の花
10. S/S
11. 3分ブッキング
12. ア・セッションプリーズ
13. わすれもの
14. 花鳥風月～Ryoji Relax～
15. よる☆かぜ
16. 夕日～泣き虫先生の3年戦争mix～
17. トモダチ
18. 花鳥風月
19. ビールボーイ